# 雁田城
雁田城（かりだじょう）は、長野県高井郡小布施町雁田（かりだ）にあった日本の城。
山城の構造をとっている。梅洞山岩松院脇から苅田山（雁田山）頂上に至る尾根の支脈をたどり、その途中に巨岩が露出し数段の堀切や曲輪跡のある本丸の大城と、それを防衛する高い石積みを備えた小城とがある。この地域で堅固な石塁を備えた山城は珍しく他には霞城、鞍骨城、鷲尾城と数えるほどである。
築城年代や築城者などの詳細は不明であるが、戦国時代以前の城主には狩田氏や荻野氏の名が見られる。戦国期には中野に勢力基盤を持つ高梨氏の支配が続いていた。その後高梨氏を排除して侵攻してきて支配した武田氏により、さらに武田氏滅亡後は上杉氏によって相次いで改修されたものと考えられている。
麓の福島正則廟所のある岩松院は、以前は土豪・荻野氏の居館であったと伝えられるが、この城はその詰め城であったという。

## 周辺
- 淨瑠璃山淨光寺[1]
  - 薬師堂
- 岩松院館（跡）
- 雁田水穂神社（鴈田 — ）
- 最明山松林寺[2]
- 松川地蔵
- 小布施温泉
- 菅相山梅松寺 – 都住六川。北信濃十三仏霊場札所[3]
  - 六川天満宮
- 都住駅